# 金子元宅
金子 元宅（かねこ もといえ，?—1585年）是伊予國的武将。

## 生平
伊予金子氏、是建長年間金子氏祖家範的曾孫廣家移居到伊予國新居郡新領地後的稱呼。廣家在丘陵地（金子山）建築金子城。
新居一帶是伊予國的有力豪族河野氏及讃岐國細川氏激戰之地、南北朝時代透過將軍足利義滿的斡旋，雙方歸於和睦。金子氏歸於細川氏支配。之後、戰國時代石川氏治理新居・宇摩地區、金子氏成為石川氏分支的一大勢力。
戰國時代後期土佐的長宗我部元親因四國制覇崛起，石川氏制體弱化成為名目上領主、金子備後守元宅則與長宗我部氏聯盟，成為實質上支配者。羽柴秀吉的四國征伐開始後，天正13年（1585年）毛利家的小早川隆景率毛利軍渡過瀨戶内海於新居登陸、與金子元宅的軍隊交戰（天正之陣）、由於兵力懸殊，金子元宅於野々市ヶ原全軍覆沒，交付給弟弟對馬守元春的金子城也陷落、為期約330年伊予金子氏終在歴史上落幕。

## 外部連接
- 長宗我部元親軍記 （页面存档备份，存于） - 金子元宅 （页面存档备份，存于）